# Имаи, Тосиаки
Тосисаки Имаи (яп. 今井 敏明) (29 декабря 1954, Сайтама) — японский футболист и тренер.

## Карьера
В качестве игрока выступал за команду «Фудзицу» (будущее название — «Кавасаки Фронтдале»). Будучи тренером также некоторое время являлся наставником этого клуба в элитной Джей-лиге. В 2005 году возглавил сборную Тайваня. Вскоре Имаи продлил свой контракт с национальной командой, параллельно возглавив и женскую сборную страны (он руководил ею во время квалификации на футбольный турнир Летних Олимпийских игр 2008 в Пекине.
В 2016 году повторно возглавил Тайвань, однако вскоре Имаи покинул сборную из-за конфликтов в ней. Некоторое время руководил филиппинским клубом «Глобал Чебу».
Последним коллективом в тренерской карьере Тосисаки Имаи в 2023 году стал «Тайбей Драгонз».

## Достижения
- Серебряный призер Чемпионата Филиппин (1): 2017.